# باوو-این-فورنس
latitudeباوو-این-فورنسlongitudeباوو-این-فورنس
باوو-این-فورنس (به انگلیسی: Barrow-in-Furness) یک منطقهٔ مسکونی در انگلستان است که در شمال غربی انگلستان واقع شده‌است.

## خصوصیات
باوو-این-فورنس ۵۶٬۷۴۵ نفر جمعیت دارد.

## نگارخانه

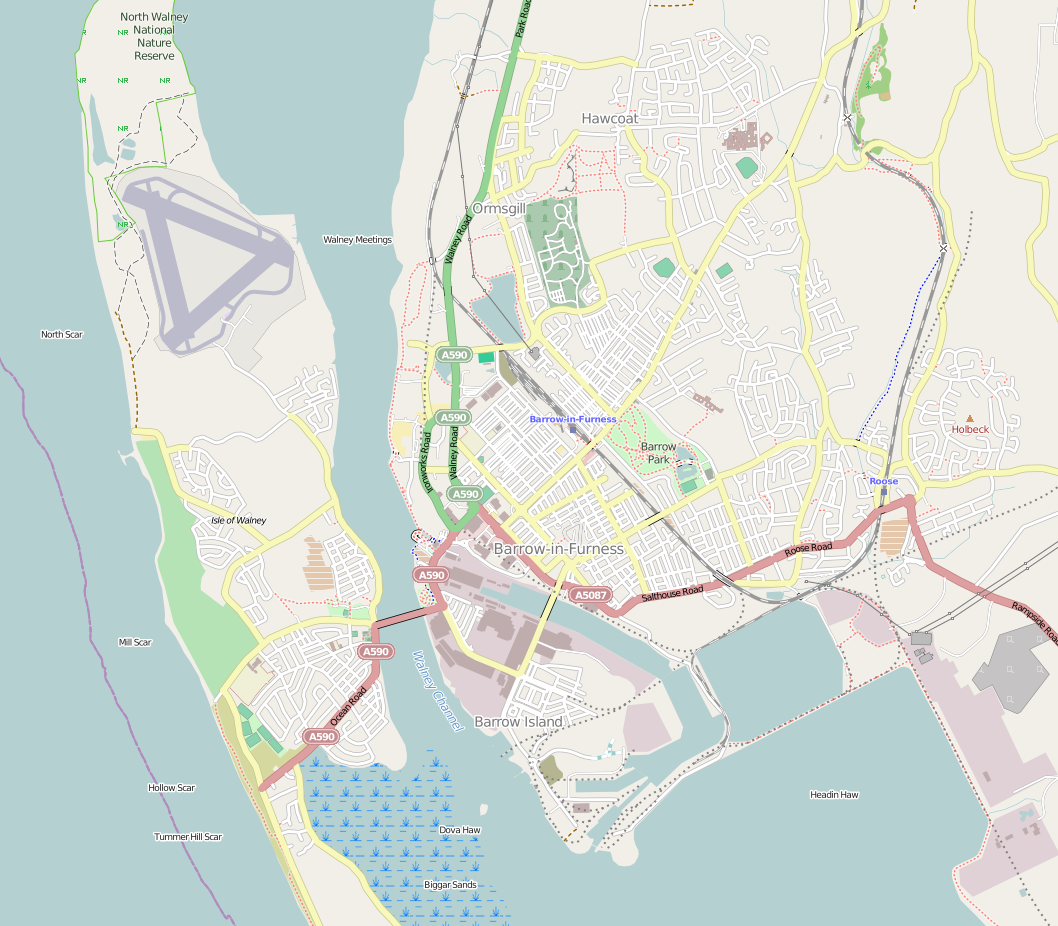
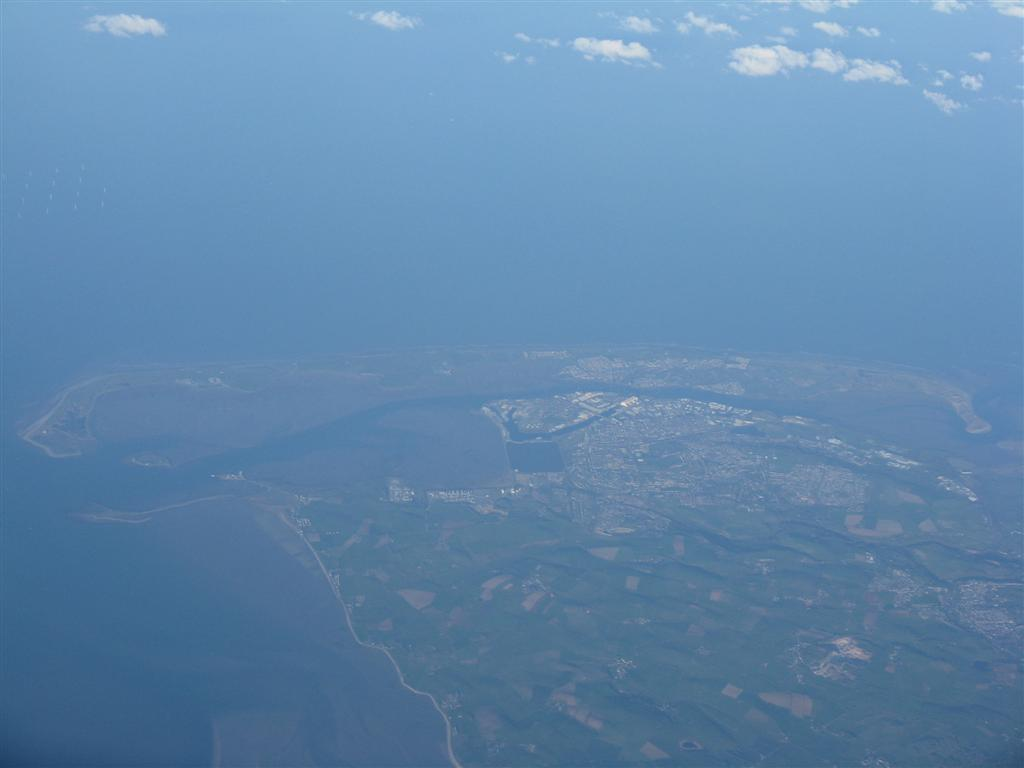
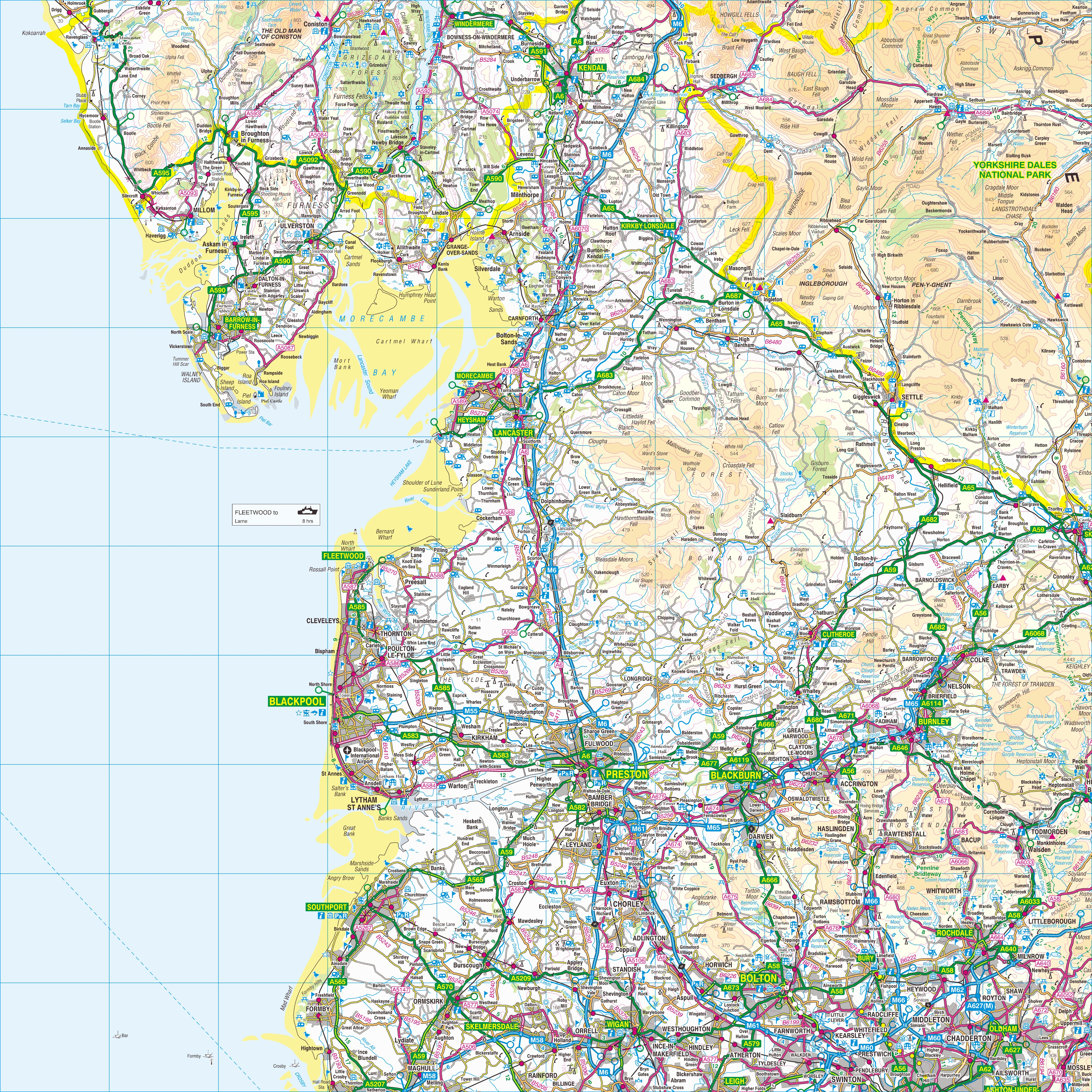